# Bruin
Bruin is een tertiaire kleur die veel in de natuur voorkomt. 

## Achtergrond
Een tertiaire kleur ontstaat door alle drie de primaire kleuren uit het subtractieve kleursysteem − cyaan, geel en magenta − te mengen. Tertiaire kleuren hebben een lage intensiteit (lichtsterkte) doordat het meeste licht geabsorbeerd wordt. Bij een perfecte menging zou zwart ontstaan. Overheersen één of meer kleuren dan ontstaan andere donkere tinten. Bruin kan verkregen worden door de cyaancomponent te verminderen zodat het mengsel roder wordt — rood is immers de mengkleur van het resterende geel en magenta. Daarbij worden de mengsels met meer geel dan magenta wél als bruin ervaren, maar mengsels met meer magenta al snel als paars. Doordat het mengen in vele wisselende hoeveelheden kan gebeuren, bestaan er erg veel nuances van bruin.
Dit alles wordt verklaard door het onderliggende additieve kleursysteem. Er bestaat geen bruin licht, in tegenstelling tot de spectrale kleuren zoals rood, oranje, geel in groen. In het RGB stelsel wordt de indruk van bruin gewekt door een donkere versie van de spectrale kleur oranje en door de context van de kleuren en lichtsterkte eromheen. De ervaring van bruin ontstaat als aan drie voorwaarden voldaan is. Op de eerste plaats mogen de blauwreceptoren in het oog niet geprikkeld worden. De tweede voorwaarde is dat de roodreceptoren meer geprikkeld worden dan de groenreceptoren. Als laatste voorwaarde moet het algehele prikkelniveau laag zijn. Aan alle voorwaarden kan worden voldaan door
golflengtes langer dan geel (dus donkergeel, oranje, rood) − of door lichtmengingen met meer rood dan groen licht: het menselijk oog kan het verschil niet zien − die als bruin worden ervaren als ze een lage intensiteit hebben.

De intensiteit van voorwerpen rond het bruine object moet echter hoger zijn dan het bruine vlak want anders wordt dit ervaren als oranje. 

De bruine schijf heeft precies dezelfde kleur als de oranje schijf, die slechts als oranje wordt ervaren doordat het omringende gebied donkerder is

## De verschillende soorten bruin
Om aan bruin te komen kan men bij verfmenging dus ook uitgaan van een secundaire kleur die ontstaat door het mengen van secundair rood en primair geel. Al naargelang de precieze verhouding verloopt de kleur van bijna puur rood over oranje naar geel.
Door hieraan vervolgens absorberend zwart toe te voegen waardoor de lichtsterkte vermindert, ontstaat donkeroranje, afhankelijk van de uitgangskleur variërend van roodbruin tot olijfgroen (de kleur die ontstaat door menging van zuiver geel met zwart), zie onderstaande kleurenstaal.
| |  |  |  |  |
| |  |  |  |  |
| Kleurenstaal van enkele bruinen - de bovenste balk omvat een drietal mengkleuren tussen rood en geel. Door het bijmengen van zwart ontstaan de vier bruintinten in de onderste balk. Zuiver geel levert olijfgroen op. In dit voorbeeld is de intensiteit gehalveerd. |  |  |  |  |

Door extra bijmengen van blauw en wit ontstaan bijvoorbeeld fletsere, minder warme tinten. Meer rood geeft een warmere tint bruin. Met nauwkeurig mengen met de exacte complementaire kleur die per geval ergens tussen cyaan en blauw ligt, kan een kleur verkregen worden die het zwart benadert. Voor meer bruine kleuren, zie de lijst van kleuren.

## Nederlandse namen
Er zijn veel verschillende namen voor de diverse tinten bruin in het Nederlands taalgebied:
- beige - zandkleurig
- chocoladebruin - de kleur van chocolade
- geelbruin of kaki - geelbruine aardkleur
- goudbruin - een warme bruine kleur met geeltinten
- grijsbruin of grauwbruin
- kastanjebruin - de kleur van de noot van de kastanjeboom
- kaneelbruin - de kleur van gemalen kaneel
- koffiebruin of mokka - een ongedefinieerde bruintint met witte zweem
- leembruin - de kleur van de grondsoort leem
- molbruin - zeer donker bruin naar zwart neigend, kleur van een mollevel
- olijfbruin - de kleur van een halfrijpe olijf
- poepbruin - de kleur van ontlasting
- roestbruin of oranjebruin
- reebruin - de kleur van de vacht van een ree
- sienna - een gebrand bruine kleur
- zandbruin - neigend naar beige
- walnootbruin - de kleur van de bast van een walnoot
- zwartbruin

## Culturele betekenissen en gevoelswaarden
- Bruin of De Bruin is een achternaam in het Nederlandse taalgebied.[2]

- Bruin komt in de natuur veel voor en roept bij mensen dan veelal positieve associaties op. Bruin zijn bijvoorbeeld boomstammen, de bladeren in de herfst, en een vruchtbare bodem.

- Bruin kan een modekleur zijn. Vrijwel elke herfst is er bruine kleding te koop.

- De aanduiding bruin heeft in oud-Nederlands ook wel de betekenis van donker of grauw, zoals de bruinvis in de Noordzee, die noch bruin noch vis is.

- Bruin wordt anderzijds niet altijd als een prettige kleur ervaren, mogelijk vanwege de associatie met ontlasting.

- De bruine beer (Ursus arctos) is een roofdier uit de familie der beren.
  - Bruin is een naam voor een speelgoedbeer.
  - Er bestaan een stripverhaal Bruintje Beer en een Disney-figuur Bruin Beer.

- Bij de kleurcodering van elektrische installaties is bruin een kleur voor een fasedraad.

- Bruin staat in de kleurcodering voor elektronica voor het cijfer 1.

- Sommige mensen liggen graag te zonnebaden om bruin te worden.

- De Sturmabteilung van de NSDAP in de Tweede Wereldoorlog werden de bruinhemden genoemd.

## Bruin in de taal
- Een bruine dwerg is een ster die alleen deuterium als brandstof voor kernfusie kan gebruiken, met een massa tussen 13 en 80 maal de massa van Jupiter.[3]
- Bruingoed - artikelen in een winkel zoals hifi-apparatuur, in tegenstelling tot witgoed, zoals wasmachines en fornuizen
- Bruin is jargon van junkies voor heroïne. In tegenstelling tot wit, dat staat voor cocaïne
- Bruin was een gebruikelijke naam voor trekpaarden. Vandaar de uitdrukking "Dat kan Bruin niet trekken" ("Dat kunnen we ons niet veroorloven")
- Bruin of Bruintje is ook een gebruikelijke naam voor beren. Ook in het Engels is het Nederlandse woord bekend als naam voor een beer.
- Dat wordt me te bruin gebakken - dat gaat me te ver
- Bruinbrood - brood met een lichtbruine kleur dat meer vezels van de tarwekorrel bevat.
- Bruinkool - een vroege vorm van steenkool
- De bruine vloot - de verzameling traditionele houten zeilschepen
- Een (donker)bruin vermoeden - een somber voorgevoel
- Een bruin café - een gezellige kroeg, veelal met een bepaalde min of meer stereotiepe, warm-sobere inrichting
- Bruinvis - een zeezoogdier met een bruine (in de nu verouderde betekenis van donkere) bovenkant
- De naam Bruin genoot eind 19de en begin 20ste eeuw enige populariteit. Tegenwoordig komt die naam nog maar zelden voor.[4] Het was de Nederlandse variant op de naam Bruno.
- Bruine ruis, een vorm van gekleurde ruis.

## Varia
In de offset drukkerij gebruikt men bij de drie hoofdkleuren cyaan, magenta, en geel nog een extra kleur zwart om zeer donkere of zwarte partijen in drukwerken extra diepte te geven. Indien een zwart vlak gedrukt wordt met behulp van enkel de drie kleuren cyaan, magenta en geel, hetgeen theoretisch mogelijk is, dan oogt in de praktijk het bekomen resultaat eerder bruin of donker kaki. Vandaar de kleur zwart als extra vierde of bijkomende drukinkt.
De ring van Bishop is een wazige bruinkleurige of koperkleurige ring rond de zon, optredend na een vulkaanuitbarsting.
De tegenovergestelde kleur van roodachtig donkerbruin (de aarde) is lichtblauw (de hemel).